# ジョナサン・スペクター
ジョナサン・マイケル・ポール・スペクター（Jonathan Michael Paul Spector, 1986年3月1日 - ）は、アメリカ合衆国イリノイ州アーリントンハイツ出身の元同国代表サッカー選手。ポジションはDF及びMF。
10代の時にマンチェスター・ユナイテッドFCと契約してイングランドでプロ生活を開始したが、殆ど出場することなく、チャールトン・アスレティックFCへの期限付き移籍を経てウェストハム・ユナイテッドFCと契約する。ウェストハムでは、2006年から放出される2010-11シーズン終了までの間で100試合以上に出場した。また、ユース時代はストライカーとしてキャリアを開始しているが、プロになってからはディフェンダーに転向しており、基本は右サイドバックでプレーつつ、時折セントラルミッドフィールダーとしてもプレーする。

## 生い立ち
4兄弟の末っ子としてイリノイ州シカゴ郊外のアーリントンハイツで育ったスペクターは、2003年にシカゴ・ソッカーズへ入団する前に聖ヴィアター高校での高校サッカーとバッファローグローブのシュヴァーベンAC（Schwaben AC）でキャリアを開始し、2003年夏の17歳の時にアメリカ合衆国サッカー連盟によるブレイデントン・アカデミー（en）のプログラムを修了した。
父親はアイルランド共和国とイングランドの家系、母親はドイツのジーゲンに生まれたこともあってドイツのパスポートを取得しており、イングランドでプレーするための労働許可証を取得する必要がない。また、祖父はNBAのバスケットボール選手アート・スペクターであり、ボストン・セルティックスが創設された1946年に最初に契約した選手として知られている。アートは、スペクターが生後15ヶ月の1987年6月に逝去した。

## 経歴

### クラブ

#### マンチェスター・ユナイテッド
元々ストライカーだったスペクターは、2003年にU-17アメリカ代表としてミルクカップ参加した際に味方の守備陣が負傷した影響から急遽不慣れなポジションでの出場を余儀なくされたが、そのプレーがイングランド1部の名門マンチェスター・ユナイテッドFCのスカウトに感銘を与え、大会終了後にスカウトはスペクターの所属クラブに獲得の打診をした。
2003年夏にマンチェスター・ユナイテッドへの入団を果たした後、2004年5月10日にリザーブチームでの活躍から同クラブの下部組織と2軍に所属する若手選手に送られるジミー・マーフィー年間最優秀若手選手賞を獲得すると、8月9日のアーセナルFCとのFAコミュニティ・シールドで試合残り8分からトップチーム初出場を飾り、28日のブラックバーン・ローヴァーズFC戦でリーグ初出場をした。12月に入り、アレックス・ファーガソン監督から同シーズン残りをブラックバーンで過ごすことになると発表されたが、負傷によって移籍話は消滅し、その後も負傷から回復することはなかったため、2005年1月31日の移籍市場が閉鎖されるまでの間に期限付き移籍の動きを完了させることが出来ずに残留となった。より経験を得るため、2005-06シーズン開幕前の7月11日に同国1部のチャールトン・アスレティックFCとシーズン終了までの期限付き移籍で契約し、公式戦で先発16試合・途中出場8試合に出場した。

#### ウェストハム
8試合出場したマンチェスター・ユナイテッドに別れを告げ、2006年6月15日に初期移籍金50万ポンドでアラン・パーデュー監督率いるウェストハム・ユナイテッドFCと契約する。加入当初は負傷で出遅れたこともあって守備陣の控えとして見られていたが、守備のポジションならどこでもそつなくこなせることから9月28日にUSチッタ・ディ・パレルモとのUEFAカップ2006-07第1戦で初出場を飾って以降、公式戦に28試合した。2007年11月10日のアウェイでのダービー・カウンティFC戦（5-0）で待望のプロ初得点が生まれたかに思われたが、相手選手であり同胞でもあるエディ・ルイスのオウンゴールとして記録されて初得点はおあずけとなった。
2008-09シーズンは、代表戦での負傷により2008年6月2日に股関節の手術を受けるため最大半年の離脱が発表され、シーズンの殆どを欠場することになる。それから丁度4ヶ月後の10月2日にチームへ合流すると、試合出場は年末まで待たなければならない状況ながらも、それまでの貢献が認められ、11月16日にチームと契約を3年間延長させることに成功し、12月28日のストーク・シティFC戦（2-1）で89分から復帰を果たす。試合後により多くの先発での出場機会を渇望していることを語ったものの、主将ルーカス・ニールの存在からなかなか出番訪れずにいたが、復帰後2試合目となった2月21日のボルトン・ワンダラーズFC戦では、ニールが出場停止のために先発出場をすると、66分に完璧なクロスでスコット・パーカーの得点をアシストして自身の力を示した。しかし、以後は3月4日のウィガン・アスレティックFC戦でジャック・コリソンの負傷によりミッドフィルダーでプレーし、16日のウェスト・ブロムウィッチ・アルビオンFC戦ではマシュー・アップソンの負傷でセンターバックを務める等、なかなか自身が望むポジションを任されることがなかった。
2009-10シーズンになると、ニールが移籍したことで主力に返り咲きリーグ戦27試合に出場することになるが、エリタ・イルンガの負傷から右利きにもかかわらず、出場した殆どで左サイドバックを務める。ジャンフランコ・ゾラ監督からアヴラム・グラント監督に交代した2010-11シーズンでは、出場機会が限定される苦しいものだったが、そのような状況下で相次ぐミッドフィルダーの故障によってグラント監督からミッドフィルダーへ転向させられると、怪我明けで不安定のスコット・パーカーの代役として中盤中央で先発した11月30日の古巣マンチェスター・ユナイテッドとのフットボールリーグカップ（4-0）でプロ初得点を含めて2得点を挙げる活躍を見せ、続くリーグ戦のサンダーランドAFC戦（0-1）では敗戦こそしたが力を再び証明した。2011年1月22日のエヴァートンFC戦では中盤のサイドで先発出場してリーグ戦初得点を記録。このように後半戦から出場機会を増加させたものの、チームの2部降格を防ぐことは出来ず、6月にクラブから放出された。

#### バーミンガム

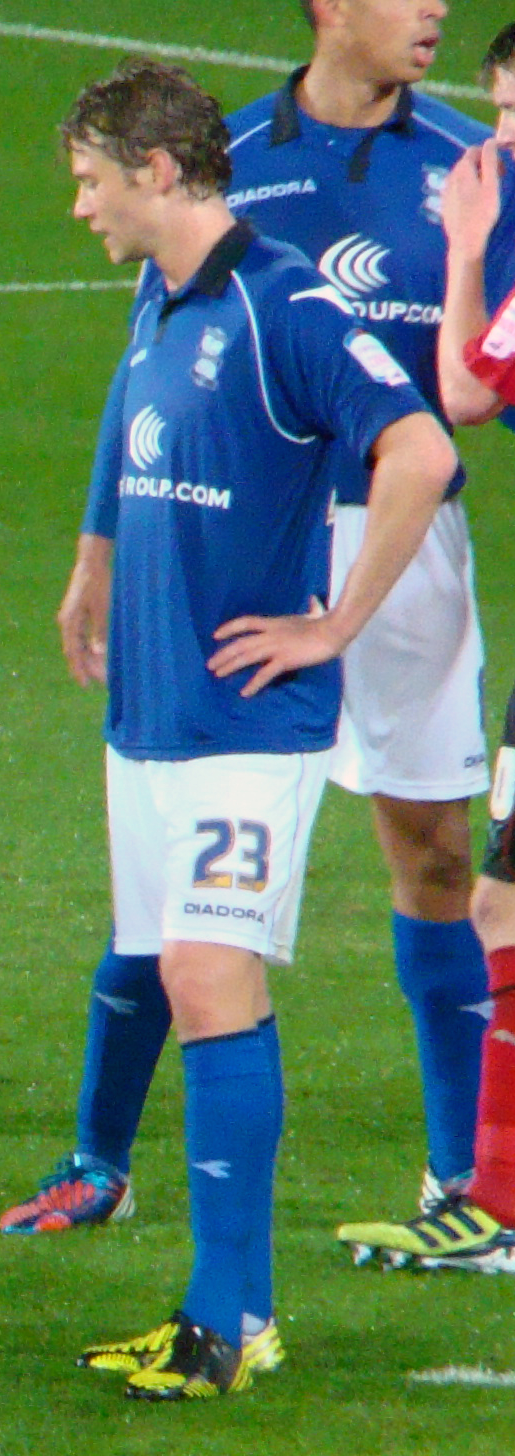
バーミンガム時代（2012年）

新シーズンの開幕が目前に迫った2011年8月2日に同国2部のバーミンガム・シティFCと2年契約を締結する。クラブ史上50年ぶりの出場となった主要欧州カップUEFAヨーロッパリーグ 2011-12プレーオフの初戦であるCDナシオナルとの第1戦（0-0）で中盤中央で移籍後初出場、それから3日後のミドルズブラFC戦（1-3）でリーグ初出場を飾った。バーミンガムでは、当初中盤中央で主力を務めていたモルガロ・ゴミスとジョードン・マッチがそれぞれ負傷離脱したことで、クリス・ヒュートン監督によってキース・ファヒー（en）とのコンビに抜擢されて称賛されるプレーを披露し、8月28日のコヴェントリー・シティFCとのフットボールリーグカップで移籍後初得点を挙げた。後半戦からはスティーヴン・カーの負傷で右サイドバックを務めていたが、2012年3月14日のレスター・シティFC戦で太腿を負傷し、5月にブラックプールFCのと昇格プレーオフで復帰するも、チームは2試合合計2-3でプレミアリーグへの復帰を逃した。

#### オーランド
2017年1月24日、バーミンガムとの契約を双方合意に基づき解除。オーランド・シティSCに加入し母国復帰となった。

#### ハイバーニアン
2019年3月、ハイバーニアンFCとシーズン終了までの短期契約を結んだ。
2019年8月に現役を引退し、アトランタ・ユナイテッドFCの国際スカウトに就任した。

#### 代表
フィンランドでの2003 FIFA U-17世界選手権でプレーし、2004年11月17日に2006 FIFAワールドカップ・北中米カリブ海予選のジャマイカ戦でアメリカ代表初出場を飾る。オランダでの2005 FIFAワールドユース選手権とクラブでのプレーから2006 FIFAワールドカップのメンバー入りすると思われていたが、2006年4月17日のポーツマスFC戦での肩の負傷によってW杯に出場する機会を逃した。
2007 CONCACAFゴールドカップでは、2007年6月のシカゴでの決勝戦でメキシコを2-1で下した優勝メンバーの1人だったが、同試合でアンドレス・グアルダードと頭を衝突した影響でフランク・シメク（en）と交代しなければならなく、それから程なくしてベニー・ファイルハーバーが決勝点を挙げている。
スティーブ・チェルンドロとフランキー・ヘイダックが負傷により不在だったことでFIFAコンフェデレーションズカップ2009のメンバー入りを果たしており、また、代表での地位を確立する好機を得、右サイドバックとして全試合に先発出場をする。同大会では、エジプトとのグループリーグ最終戦戦でのクリント・デンプシーの重要な得点をアシストして総得点による突破に貢献すると、決勝のブラジル戦で再び右サイドバックからの長距離クロスでデンプシーの先制点をアシストした。
長期の負傷から2009年の2010 FIFAワールドカップ・北中米カリブ海予選最終予選中に復帰を果たすと、オグチ・オニェウが長期の負傷となったため、それまでの右サイドバックから時折主将のカルロス・ボカネグラとセンターバックのコンビを組むこととなる。予選最後の試合である10月14日のコスタリカ戦で出場することはなく、その後は11月、3月と親善試合に不定期ながらも招集されて最終的にボブ・ブラッドリー監督による2010 FIFAワールドカップのメンバー入りをした。同大会はチェルンドロの存在から出場は訪れなかったが、下旬のブラジル、コロンビアとの親善試合には、右サイドバックとして先発出場している。

## 代表歴

### 出場大会
- アメリカ代表
  - 2010 FIFAワールドカップ

### 試合数
- 国際Aマッチ 36試合 0得点（2004年-2015年）[43]

| アメリカ代表 | 国際Aマッチ | 国際Aマッチ |
| 年           | 出場        | 得点        |
| ------------ | ----------- | ----------- |
| 2004         | 1           | 0           |
| 2005         | 2           | 0           |
| 2006         | 0           | 0           |
| 2007         | 8           | 0           |
| 2008         | 1           | 0           |
| 2009         | 11          | 0           |
| 2010         | 5           | 0           |
| 2011         | 5           | 0           |
| 2012         | 1           | 0           |
| 2013         | 0           | 0           |
| 2014         | 0           | 0           |
| 2015         | 2           | 0           |
| 通算         | 36          | 0           |

## タイトル

### クラブ
マンチェスター・U
- FAカップ : 2003-04

### 代表
アメリカ合衆国代表
- CONCACAFゴールドカップ : 2007